# Žiberci
Žiberci je naselje u slovenskoj Općini Apači. Žiberci se nalazi u pokrajini Štajerskoj i statističkoj regiji Pomurju. 

## Stanovništvo
Prema popisu stanovništva iz 2002. godine naselje je imalo 184 stanovnika.